# Будинок «Міщанського братства»
Будинок «Міщанського братства» — будинок тернопільського товариства «Міщанське братство». Пам'ятка архітектури (охоронний номер 12) та історії (охоронний номер 16) місцевого значення.
Розташований на вул. Князя Острозького, 11.

## Історія
У 1891 році затвердили статут «Міщанського братства» і міщани збиралися спершу в приміщенні фундації імені князя Костянтина Острозького, в будинку Мушинського на вул. Смиковецькій, потім у «Народній торгівлі», знову на Смиковецькій у Кам'яниці Біра. Відтак виникла думка про будівництво власного будинку. Але тільки в 1895 році, коли товариством почав керувати о. Володимир Громницький, у міському магістраті придбано площу під будову, де раніше була військова казарма. Міщани почали збирати кошти і матеріали на будівництво.
|  | «…Видано серію (100 штук) довжних скриптів по 20 корон, які міщани розібрали поміж себе — і так створено основний капітал на будову. Чимало корон вплинуло до каси комітету також із добровільних датків міщан, і ці датки доходили нераз до значної, як на ті часи, суми… Поодинокі міщани-майстри взяли на себе відповідні роботи. Багатші міщани стали обдаровувати Товариство датками в натурі. Так, Онуфрій Брикович жертвував на будову стіс каміння, Караїсь Осип, Вацик Гриць, Чубатий Гриць, Кордуба Іван жертвували дуби на будову, міщанин Павло Демчук подарував на будову потрібну кількість цвяхів, Микола Костів пожертвував окуття до дверей і вікон і т. д.» |

Спочатку планували будувати партеровий будинок, та згодом виникла потреба в більшому, тож спорудили двоповерховий просторий будинок зі сценою, великою залою, гардеробом і допоміжними кімнатами. Ранньої весни 1903 розпочалися підготовчі роботи, а вже восени урочисто освятили оселю «Міщанського братства». Радник суду С. Мидловський вказав, як оформити сцену, декорації та завіси. Представники польської громадськості також були присутні на святі, що завершилося ввечері застіллям, яке власними коштами повністю покрили м'ясники Партеній Яримович і Лука Островський.
Будинок на довгі роки став культурним центром Тарнополя. У бібліотеці, яка нараховувала понад 400 книг вже в перший рік, відбувалися колективні читання рефератів, газет і журналів, організовувалися літературно-мистецькі вечори, виступи аматорського драматичного гуртка та хору. Вже 20 березня 1904 українські гімназисти вшанували концертом пам'ять Т. Шевченка. Такі концерти стали для них традиційними. У березні 1906 під час концерту до 45-ї річниці від дня смерті Кобзаря тут співав молодий Лесь Курбас.
З початком Першої світової війни діяльність товариства занепала, частину членів ради вивезли в Росію, а будинок був частково зруйнований. З літа 1915 великий концертний зал перетворили в казарму для військових, які знищили майже все обладнання, інвентар і бібліотеку. Завдяки діяльності деяких міщан і з дозволу тодішнього тернопільського губернатора сестри-служебниці організовали тут кухню і безплатну благодійну їдальню, завдяки чому приміщення вдалося зберегти від повного знищення.

## Відомі відвідувачі
Тут на селянському вічі виступав письменник Іван Франко, працював перший український стаціонарний театр «Тернопільські театральні вечори» (режисери Лесь Курбас та Микола Бенцаль), виступала співачка Соломія Крушельницька, читав авторську поему «Мазепа» письменник Богдан Лепкий.

## Сучасність

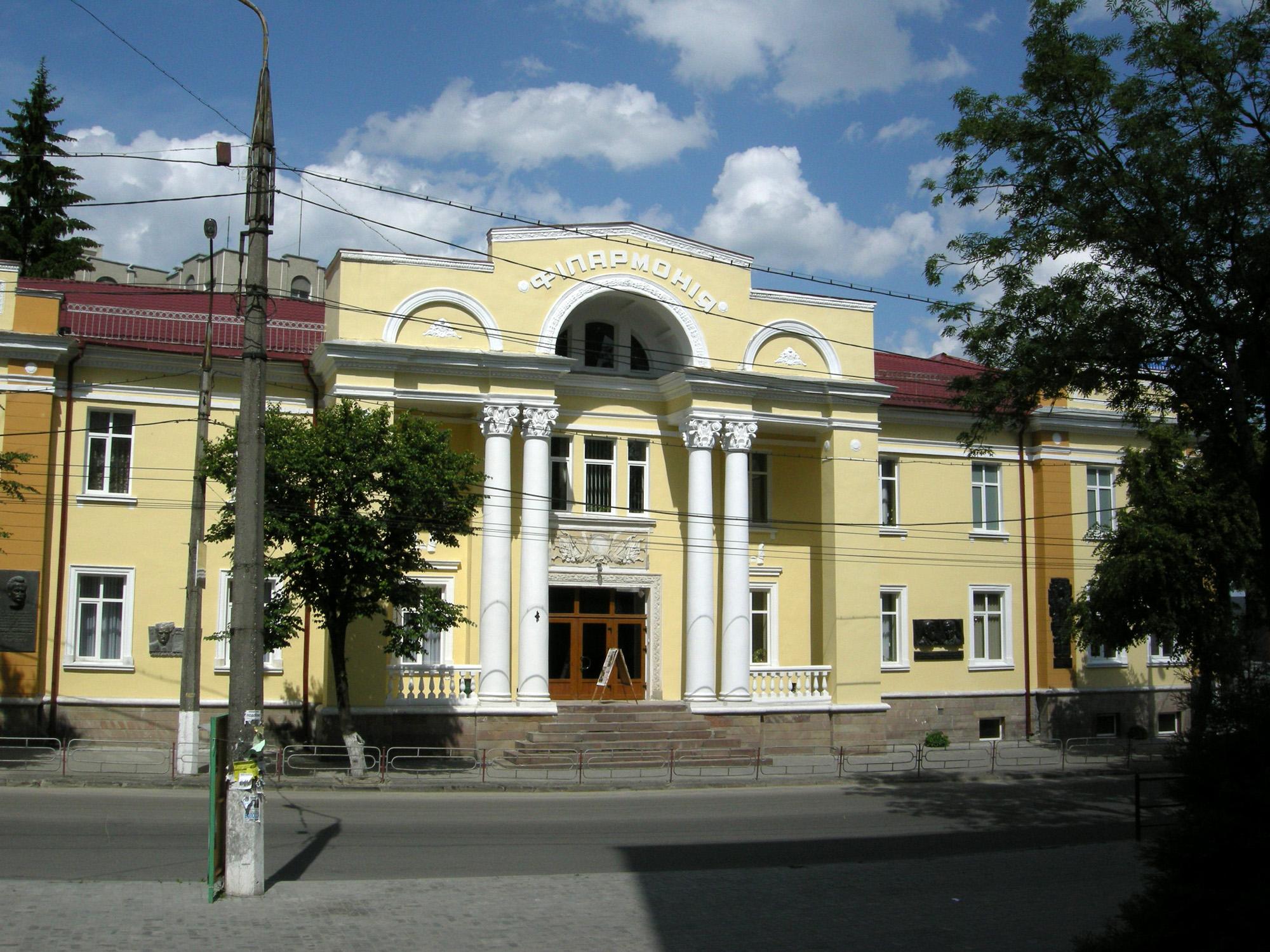
Сучасний вигляд будинку, Тернопільська обласна філармонія

Нині — приміщення Тернопільської обласної філармонії.